# Armeniens naturhistoriska museum
Armeniens naturhistoriska museum framställer Armeniens natur. 
Museet öppnade 1952 under Armeniens period inom Sovjetunionen som ett anti-religiöst museum, vilket senare omvandlades till ett naturvetenskapligt museum och 1960 omdöptes till Armeniens naturhistoriska museum. År 1999 flyttade museet in i nuvarande byggnad. 
Åren 2000–2004 renoverades och förnyades museet med finansiering av de två iransk-armeniska donatorerna Bella och Levon Aharonjan.

## Filialer
Museet har filialer i Gyumri i Shirak och i Qukasav i Ararat.